# Nabadwipchandra Dev Burman
Nabadwipchandra Dev. Burman (1854 - 5 de septiembre de 1931), transcrito también como Nabadwip Chandra Deb Barman, fue un sitarist y cantante indio, intérprete de música Dhrupad. Era padre del director musical Sachin Dev Burman.
ND Burman fue el segundo hijo de Ishanachandra Dev. Burman, Raja de Tripura (r. 1849-1862). Él y su hermano mayor asistieron al entierro de padre en 1862, en la que fueron excluidos por el trono de Tripura, a cargo de su tío paterno llamado, Birchandra. Aunque en 1923 a 1927, fue Presidente del Consejo de Regencia de Tripura, uno de sus parientes más cercano llamado Kishore Deb Barman, Maharajá de Tripura (r. 1923-1947). Se le concedió el título personal de "Mahamanyabar" el 31 de enero de 1928.
ND Burman se casó con Nirupama Devi,  con la que tuvo nueve hijos, incluyendo el famoso cantante y director de música de cine, Sachin Dev. Burman (el más joven de los cinco hijos).